# Phyllonorycter arizonella
Phyllonorycter arizonella är en fjärilsart som först beskrevs av Braun 1925.  Phyllonorycter arizonella ingår i släktet guldmalar, och familjen styltmalar. Inga underarter finns listade i Catalogue of Life.